# Tokunoshima (kommun)
Tokunoshima (japanska: 徳之島町?, Tokunoshima-chō) är en landskommun (köping) i Kagoshima prefektur  i södra Japan. Kommunen omfattar den nordöstra delen av ön Tokunoshima.  